# 庫克羅普斯峰
68°0′S 55°40′E / 68.000°S 55.667°E
庫克羅普斯峰是南極洲的山峰，位於恩德比地，處於迪斯默爾山脈東北端，該山峰根據澳大利亞探險隊的探測和空中照片繪入地圖。